# Hockey Club Centro Giovanile Bassano 1963
Questa voce raccoglie le informazioni riguardanti l'Hockey Club Centro Giovanile Bassano nelle competizioni ufficiali della stagione 1963.

## Stagione
Lo Skating Club Bassano assume la nuova denominazione di "Hockey Club Centro Giovanile Bassano". con un direttivo rinnovato guidato dal presidente Giuseppe Graser e dall'amministratore e segretario economo Antonio Basso.
A differenza dei precedenti, il campionato di Serie A si rivela durissimo anche perché la nuova società ha un capitolo di spese bassissimo: niente assicurazioni, niente pernottamenti nelle trasferte, niente di niente che non sia la pura e semplice spesa del viaggio.
Sono momenti decisamente ancora pionieristici per l'hockey bassanese. La retrocessione è evitata di un soffio a spese della Lazio battuta a Bassano per 6-5 e grazie al pareggio 4-4 a Trieste con il DLF Trieste: viene così infranta una tradizione che voleva la retrocessione immediata delle neopromosse.

## Maglie e sponsor
| 1ª divisa |

## Rosa
| N° | Naz.              | Ruolo | Sportivo          |  |  |  |
| -- | ----------------- | ----- | ----------------- |  |  |  |
| ?  | Italia (bandiera) | E     | Luciano Albertin  |  |  |  |
| ?  | Italia (bandiera) | E     | Ivan Benetti      |  |  |  |
| ?  | Italia (bandiera) | E     | Biagioni          |  |  |  |
| ?  | Italia (bandiera) | P     | Francesco Fontana |  |  |  |
| ?  | Italia (bandiera) | E     | Adriano Minzon    |  |  |  |
| ?  | Italia (bandiera) | E     | Silvano Soffia    |  |  |  |
| ?  | Italia (bandiera) | E     | Giuseppe Tonon    |  |  |  |

- Allenatore:  Giuseppe Graser

### Libri
- La Gazzetta dello Sport, Annuario dello Sport 1964, Milano, Edizioni S.E.S.S.,  pp. 288-289, risultati e classifica finale della stagione 1960, conservato dalla Biblioteca comunale centrale di Milano, deposito di via Quaranta.
- Gianfranco Capra e Mario Scendrate, Hockey su pista in Italia e nel mondo, Novara, Casa Editrice S.E.N., settembre 1984,  p. 104.
- AA.VV., 100 anni di sport a Bassano: dal 1875 ai giorni nostri, Bassano del Grappa (VI), Panathlon Club, 1986.

### Giornali
- La Gazzetta dello Sport, conservata microfilmato presso.
  - Biblioteca Nazionale Braidense di Milano, presso MediaTeca Santa Teresa, via Moscova 28 a Milano;
  - Biblioteca Nazionale Centrale di Firenze;
  - Biblioteca Nazionale Centrale di Roma;
  - Biblioteca Civica Berio di Genova;
  - e presso Emeroteca del C.O.N.I. di Roma (non è online ma è da consultare in sede).